# Arrhenocoela
Arrhenocoela là một chi bọ cánh cứng trong họ Chrysomelidae.
Chi này được Foudras miêu tả khoa học năm 1860.

## Các loài
Chi này gồm các loài:
- Arrhenocoela lineata Rossi, 1790